# Daenerys Targaryen
Daenerys Targaryen, teljes nevén Viharbanszületett Daenerys, a Targaryen-házból, aki első ezen a néven, a Tűzjáró, az Elsők, az Andolok és a Rhoyniak királynője a Hét Királyság úrnője és a birodalom védelmezője, sárkányok anyja, a láncok leverője, Mereen királynője, a Nagy Fűtenger Khaleesije kitalált szereplő George R. R. Martin amerikai író A tűz és jég dala című fantasy-dráma könyvsorozatában, illetve az arra épülő Trónok harca című, az HBO csatornán 2011-től sugárzott televíziós sorozatban. A szereplő kiemelt fontossággal bír a történet szempontjából. A sorozatbéli megformálója Emilia Clarke angol színésznő, magyar hangja Molnár Ilona.

## Karakterleírás
Daenerys Targaryen az "Őrült királynak", II. Aerys Targaryennek saját testvérével, Rhaella Targaryennel kötött házasságából utolsóként született lánya, és az egyik utolsó túlélője az elüldözött Targaryen-háznak. Az ő karaktere szolgál a harmadik elbeszélő szálként a regényben, összesen harmincegy fejezet íródott az ő szemszögéből a Trónok harca, a Királyok csatája, a Kardok vihara, a Varjak lakomája és a Sárkányok tánca című, eddig megjelent könyvrészekben. Tizenhárom évvel az események előtt született Sárkánykő várában egy vihar alatt, innen az elnevezés, "Viharbanszületett". Miután anyja belehalt a szülésbe, nem sokkal később az életükre törő csapatok elől testvérével, Viserysszel Braavosba menekültek, és bár Daenerys sosem látta Westerost, amit csak bátyja elbeszéléseiből ismer. Daenerys és bátyjának kapcsolata egy toxikus, bántalmazó kapcsolat volt, és mivel a Targaryenek a vér tisztaságának megőrzésének érdekében testvéreikkel házasodtak, így a lány tulajdonképpen abban a hitben nőtt fel, hogy mikor testvére visszaszerzi a trónt, összeházasodnak. Ennek ellenére Viserys egy hadsereg reményében eladja őt egy dothrakhi hadvezérnek, Khal Drogonak. Khal Drogo a többi dothrakhi férfihoz hasonlóan barbarikus, többször megerőszakolja a lányt, aki később mégis szerelembe esik férjével.
Daenerys hamarosan várandós lesz, fiát pedig a legnagyobb khalnak jövendölik. Viserys hadsereg reményében a gyerek megölésével fenyegetőzik, amiért Khal Drogo végez vele. A lányt nem érinti meg bátyja halála.
Férje később egy mérgezett pengével okozott seb miatt haldoklik, a khaleesi egy boszorkányt kér meg arra, hogy hozza vissza férjét, ám ez egy életet kóstál. A folyamat közben a szülés beindul Daenerysnél. Amikor a lány felébred, kiderül, hogy gyermeke halott, Khal Drogo pedig ugyan él, de vegetatív állapotban van. Egy párnával fojtja meg, megkímélve szenvedéseitől.
A férjének elégetésénél beviszi a három megkövült sárkánytojást a tűzbe, amik ekkor kikelnek. Daenerys megkapja a Tűzjáró és a Sárkányok Anyja címeket.
A khalasar nagy része már akkor elhagyja a khaleesit, amikor Drogo először leesik a lováról, de Daenerys a kevés megmaradt emberével elindul utazására, ami a Vastrónhoz vezet.
Rabszolgákat szabadít fel, hadsereget és hajókat szerez, egyesíti a dothrakhiakat egy óriási khalasarba. Közben sárkányai felnőnek, végül Westerosba indul, megvívni a háborút a Másokkal és az országát gúzsban tartó zsarnokokkal.
A sorozatban Daeneryst alakító Emilia Clarke úgy nyilatkozott a karakterről, hogy szerinte: „A történetben egy őrült átalakuláson megy keresztül, egy félénk lányból, aki alig beszél és mindent megtesz a bátyjának, a sárkányok anyja lesz, a hadserege királynője és a rabszolgamesterek gyilkosa. Ő egy Jeanne d’Archoz hasonló karakter.”
Daenerys valóban átalakul, egy idő után jellemvonásává válik, hogy aki nem hódol be neki, azt felégeti a sárkányaival. Amikor Sárkánykőn tartózkodik, megismerkedik Havas Jonnal, aki elismeri őt királynőjének, és kettejük között szerelem fűződik. Deresben azonban megtudják, hogy Jon valójában a Sárkánykirálynő unokaöccse, így ő a jogos trónörökös. Ez a hír hamarosan elterjed, és mindenki tudni fogja. Daenerys ebbe és szeretteinek elvesztésébe (Jorah, Rhaegal, Viserion, Missandei) beleőrül, és bosszúból egész Királyvárat, az ártatlan lakosokkal együtt porrá égeti. Ez arra utal, hogy kezd őrült apjához hasonlóvá válni, aki szintén fel akarta égetni a várost.
E tettével sok olyan embert haragít magára, akik addig tisztelték, pl. Tyriont, aki a segítője volt, de a tömeg előtt elhajítja a jelvényét. Árulásáért az újdonsült királynő börtönbe veti. Daenerysnek az a célja, hogy felszabadítsa a világ összes rabszolgáját. Erre azonban már nem lesz lehetősége, ugyanis szerelme; Jon, aki szintén elvesztette bizalmát iránta, Tyrion rábeszélésére átszúrja a lány szívét, aki azt hiszi: már semmi és senki nem árthat neki.
Ezután sárkánya keletre viszi Daeneryst. Egy idő után Brandon Stark sem látta, merre megy Drogon.
Ez szimbolizálja azt, hogy Daenerys sosem tartozott igazán Westerosba, így az otthonában nyugodhat.

## Színész
Daenerys szerepét eredetileg Tamzin Merchant játszotta volna, és a pilot epizódban valóban ő is látható a szerepben, de a színésznő ismeretlen okokból visszalépett, így Emilia Clarke kapta a feladatot.

## Családja és szövetségesei
Daenerys Robert Baratheon király elődje, II. Aerys Targaryen leánya, aki a sorozat kezdetén egyik bátyjával, Viserysszel él Braavosban száműzetésben. Idősebb bátyja, Rhaegar felesége Elia Martell volt, elvette feleségül titokban Ned Stark húgát, Lyannát, tőle született Havas Jon. Ezért a lány szerelme, a későbbi Robert király megölte Rhaegart. Aerysszel Jaime Lannister végzett, mivel fel akarta égetni futótűzzel Királyvárat. Viserys hozzá kényszerítette Daeneryst a dothraki vezérhez, Khal Drogóhoz. Daenerys először nem örült a férjének, de megszerette őt. Fellázadt Viserys ellen, akinek csak Westeros visszaszerzése számított. Drogo úgy végezte ki őt, hogy olvadt aranyat öntött a fejére. Daenerysnek született volna egy gyermeke, de egy boszorkány megölte őt. Drogo egy párbaj során megsebesült, úgyhogy a lány inkább megfojtotta őt. Daenerys besétált Drogo halotti máglyájába három sárkánytojással. Sértetlenül jött ki a kikelt sárkányokkal, akiket szeretteiről nevezett el: Drogon, Viserion és Rhaegal. Daenerys sokszor alkalmazta őket hosszú útja során, melynek az volt a célja, hogy Westerost uralma alá hajtsa. A kalandjai alatt több emberrel találkozott, akikkel többé-kevésbé jó kapcsolatba került.

### Ser Jorah Mormont
Jeor Mormont száműzött fia, aki Daenerys legfontosabb segítője lesz. Szerelmes Daenerysbe, de ez a szerelem nem kölcsönös. Amikor a lány leleplezi, hogy mindvégig Királyvárnak kémkedett utána, száműzi. Viszont, amikor Jorah megmenti a dothrakiaktól, újra a bizalmába fogadja. Végül a férfi saját életét áldozza fel Daenerysért, amikor az Éjkirály megtámadja őket, és a könnyes szemű Sárkánykirálynő karjaiban halhat meg.

### Ser Barristan Selmy
Egykor a Királyi Testőrség tagja volt, aki megmentette Daeneryst a qarthi boszorkányoktól. Ezután a szolgálatába áll. Meerenben a Hárpia Fiai nevű szervezet merényletet követ el, és Selmy életét veszti.

### Missandei
Daenerys őt Astaporban vásárolja meg, mivel szüksége van egy tolmácsra. Missandei tizenkilenc nyelven beszél, de nem csak Daenerys tolmácsává válik, hanem tanácsadója, barátnője lesz. Daenerys az egyetlen barátjának tartja, ezért beleőrül, amikor a Hegy levágja Missandei fejét.

### Szürke Féreg
Daenerys Astaporban megvásárolja a Makulátlanok nevű hadsereget, amelynek a parancsnokának Szürke Férget választják. A fiú mindig hűséges a királynőjéhez, Missandei-jel romantikus kapcsolatot ápol. Miután a tolmács meghal, ő lesz Daenerys utolsó hűséges embere, aki habozás nélkül teljesíti kegyetlen parancsait bosszúvágya miatt. De miután Havas Jon végez a Sárkánykirálynővel, kénytelen visszavezetni a Makulátlanokat és a dothrakiakat Naath városába.

### Daario Naharis
A yunkai-i Második Fiak nevű zsoldoscsapat tagja, megölte társait, és csatlakozott Daenerys csapatához. Nem csak tanácsadójává, hanem udvarlójává is válik, de a királynő ezt a szerelmet sem gondolja komolyan. Ennek ellenére megbízik benne. Ő segít Jorah-nak megmenteni Daeneryst. Amikor elindulnak Westerost elfoglalni, őt bízzák meg Meeren felügyeletével.

### Hizdahr zo Loraq
Meereni nemes, aki el akarja érni Daenerysnél, hogy nyittassa meg újra a küzdővermeket. Ez végül sikerül is. Ám ő kizárólag Daenerys szeretője.

### Varys
Eredetileg tanácsos Királyvárban, de valójában Daenerys kéme. Ő hozza Tyriont a királynő elé. Ezután is hűségesen szolgálja Daeneryst, ő állítja maguk mellé a Tyrell-házat. Azonban, amikor találkozik Jonnal, és megtudja, hogy ő a jogos örökös, arra gondol, hogy belőle jobb uralkodó válhatna, mint Daenerysből. Ezt Tyrionnak ki is fejti, ami az életébe kerül, mivel a törpe elárulja a lánynak. Végül neki lesz igaza, mivel Daenerys porrá égeti Királyvárat.

### Tyrion
Miután elfogta, Jorah viszi Tyriont Daenerys elé. A lány ki akarja végezni a lovagot, de a törpe lebeszéli róla. Mikor Daenerys a dothrakiak fogságába esik, Tyrion irányítja Meerent, Missandei, Daario és Varys segítségével. Daenerysszel szoros kapcsolatba kerül a közös kalandok során, a lány neki ígéri a Királynő Segítője címet, ha megszerzik a Vastrónt. A 8. évad során egyre több az ellentét a két politikus között: Daenerys mérges lesz rá, amiért átverte őt Cersei. Tyrion a királyvári csatára készülve a királynője lelkére köti, hogy ha meghallja a megadást jelző harangokat, akkor abbahagyja a civilek tömeges pusztítását. Daenerys, miután felcsendül a kongás, elgondolkozik, de folytatja a mészárlást. Tyrion kénytelen végignézni a városa felégetését. A csata után megtalálja testvérei holttestét, aminek hatására a tömeg előtt eldobja segítői jelvényét, Daenerys pedig börtönbe veti. Végül Tyrion beszéli rá Havas Jont a királynő megölésére.

### Havas Jon
Tyrion hívja Sárkánykőre. Itt megismerkedik Daenerysszel, akivel szerelmesek lesznek, de Jon eleinte nem hajlandó királynőjének elismerni a lányt. Egy csata után viszont megváltozik a véleménye, és mindig támogatja. Deresben Jon megtudja, hogy ő Daenerys unokaöccse, így a Vastrón jogos örököse. Ezt megosztja Daenerysszel, aki nem képes elhinni. Hamarosan azonban mindenki tudni fogja, amibe a khaleesi beleőrül, mert tudja, sokan Jont látnák szívesebben a trónon, de a férfi nem vágyik az uralomra. Királyvár ostroma előtt Jon visszautasítja Daenerys közeledését, aki még mindig szerelemben szeretne lenni vele. Daenerys a királyvári lakosság megadása ellenére folytatja a város felégetését, aminek hatására Jonnál betelik a pohár. Tyrion kérésére elindul végezni a királynővel, és megpróbálja jó útra téríteni, de Daenerysre már semmi nem hat, így Jon kénytelen leszúrni. Ezután testét sárkánya, Drogon viszi el kelet felé.

## Fordítás
- Ez a szócikk részben vagy egészben  a   Daenerys Targaryen című angol Wikipédia-szócikk fordításán alapul.  Az eredeti cikk szerkesztőit annak laptörténete sorolja fel. Ez a jelzés csupán a megfogalmazás eredetét és a szerzői jogokat jelzi, nem szolgál a cikkben szereplő információk forrásmegjelöléseként.